# Greve kommun
Greve kommun (danska: Greve Kommune) är en kommun i Region Själland (tidigare i Roskilde amt) i östra Danmark. Kommunen har en yta på 60,18 km² och hade 47 980 invånare 2013.
En majoritet av invånarna bor i centralorten Greve Strand. Den ingår i Köpenhamns tätortsområde.

## Administrativ historik
Greve kommun bildades i samband med kommunreformen 1970 genom en sammanslagning av  landskommunerna Greve-Kildebrønde och Tune samt en del av Karlslunde-Karlstrups landskommun (Karlslunde socken och en mindre del av Karlstrups socken).
Kommunen förblev oförändrad vid kommunreformen 2007.

## Tätorter
I Greve kommun finns fyra tätorter (danska: byområder):
- Greve
- Greve Strand (centralort, del av Köpenhamns huvudstadsområde)
- Kildebrønde
- Tune

## Socknar
Inom Danska folkkyrkan är Greve kommun indelad i sex socknar:
| 1. Tune socken 2. Greve socken 3. Hundige-Kildebrønde socken 4. Karlslunde socken 5. Karlslunde strandsocken 6. Mosede socken |

Socknarna ingår i Greve-Solrøds prosteri i Roskilde stift.

## Borgmästare
- Jørgen Bach, april 1970–31 december 1981[4]
- Johannes Hansen, 1 april 1970–april 1970[4]
- Knud Erik Ullerichs, 1 januari 1982–31 december 1989[4]
- Birthe Nørgård Petersen, 1 januari 1990–31 december 1993[4]
- René Milo, 1 januari 1994–31 december 2005
- Hans Barlach, 1 januari 2006–31 december 2013
- Pernille Beckmann, 1 januari 2014–

Denna lista hämtas från Wikidata. Informationen kan ändras där.